# Franz Kugler (Journalist)
Franz Kugler (* um 1827; † 29. Januar 1878) war Redakteur der National-Zeitung.
Kugler war ein Neffe des Kunsthistorikers Franz Kugler. Wie sein Onkel war er Mitglied beim Berliner Dichterverein Tunnel über der Spree. Sein Pseudonym war Hagedorn. Über die Dauer der Mitgliedschaft liegen ungenaue Informationen vor. Man geht davon aus, dass er 1853 oder 1854 aufgenommen wurde. Ab 1877 war er Ehrenmitglied.